# Hammarby socken, Uppland
Hammarby socken i Uppland ingick i Vallentuna härad, ingår sedan 1971 i Upplands Väsby kommun och motsvarar från 2016 Hammarby distrikt.
Socknens areal är 23,52 kvadratkilometer, varav 20,92 land. År 2000 fanns här 20 403 invånare. Stora Väsby slott, Torsåker slott, tätorten Löwenströmska lasarettet, en del av tätorten Upplands Väsby samt sockenkyrkan Hammarby kyrka ligger i socknen.  

## Administrativ historik
Hammarby socken har medeltida ursprung. 
Vid kommunreformen 1862 övergick socknens ansvar för de kyrkliga frågorna till Hammarby församling och för de borgerliga frågorna till Hammarby landskommun. Landskommunen uppgick 1952 i Upplands-Väsby landskommun som 1971 ombildades till Upplands-Väsby kommun.
1 januari 2016 inrättades distriktet Hammarby, med samma omfattning som församlingen hade 1999/2000.
Socknen har tillhört län, fögderier, tingslag och domsagor enligt vad som beskrivs i artikeln Vallentuna härad. De indelta soldaterna tillhörde Livregementets dragonkår, Livskvadronen, Livkompaniet. De indelta båtsmännen tillhörde Södra Roslags 2:a båtsmanskompani.

## Geografi
Hammarby socken ligger norr om Stockholm med sjön Fysingen i norr och genomlöpes av Stockholmsåsen. Socknen är en slättbygd med inslag av skogar.

## Fornlämningar
Från bronsåldern är spridda gravrösen funna. Från järnåldern finns 15 gravfält och stensträngar. Ett 20-tal runristningar har påträffats.

## Namnet
Namnet (1291 Hamarbo, 1323 Hamarby) kommer från kyrkbyn. Namnet innehåller hammar, 'stening höjd, stenbake' och by, 'gård; by'.